# ویوان پترشون
ویوان پترشون (سوئدی: Wivan Pettersson؛ ۲۴ ژانویه ۱۹۰۴ – ۷ نوامبر ۱۹۷۶) شناگر اهل سوئد بود.
وی در مسابقات کشوری و بین‌المللی در مجموع برندهٔ ۱ مدال برنز شده‌است.